# Denis Phipps
Denis Phipps (nacido el 22 de julio de 1985 en San Pedro de Macorís) es un exjardinero dominicano de ligas menores que perteneció a la organización de los Rojos de Cincinnati.